# La Côte Picarde 1999
La Côte Picarde 1999, ottava edizione della corsa e valida come evento del circuito UCI categoria 1.4, fu disputata il 20 aprile 1999 su un percorso di 197 km. Fu vinta dal francese Pascal Chanteur al traguardo con il tempo di 4h37'04", alla media di 42,66 km/h.
Al traguardo 33 ciclisti portarono a termine la gara.

## Ordine d'arrivo (Top 10)
| Pos. | Corridore           | Squadra         | Tempo    |
| ---- | ------------------- | --------------- | -------- |
| 1    | Pascal Chanteur     | Casino          | 4h37'04" |
| 2    | Sergej Ivanov       | TVM             | a 1'14"  |
| 3    | Bart Voskamp        | TVM             | s.t.     |
| 4    | Jaan Kirsipuu       | Casino          | a 2'06"  |
| 5    | Jan Hruška          | Wüstenrot-ZVVZ  | s.t.     |
| 6    | Jean-Michel Thilloy | Saint-Quentin   | s.t.     |
| 7    | Paul Van Hyfte      | Lotto-Mobistar  | s.t.     |
| 8    | Ludovic Auger       | BigMat          | s.t.     |
| 9    | Magnus Bäckstedt    | Crédit Agricole | a 2'54"  |
| 10   | Stuart O'Grady      | Crédit Agricole | s.t.     |